# Тимчо Ковански
Тимчo (Тимче) Стамков (Станков, Стаматов) Камчев, с псевдоним Ковански, е български революционер, деец на Вътрешната македоно-одринска революционна организация.

## Биография
Тимчо Камчев е роден е през или около 1864 година в гевгелийското село Кованец, тогава в Османската империя. Присъединява се към ВМОРО. Гевгелийският революционер Илия Докторов го споменава като един от първите членове на организацията в Кованец. През 1898 година става нелегален. Четник е при Христо Чернопеев, а по-късно и при Сава Михайлов и Аргир Манасиев. През 1900 година по заповед на организацията убива кърсердаря на село Негорци след оплаквания на селяни. Лежи в затвора Еди куле в Солун. На затворниците разказва:
| „ | Жаль, много жаль ми бѣше, че убихъ човѣкъ, баща и съпругъ... Но, че убихъ единъ народенъ изедникъ, ехъ още единъ животъ да имамъ и него не бихъ го жалилъ само да го премахна... | “ |

След като излиза от затвора продължава революционната си дейност.
По време на Балканската война е доброволец в Македоно-одринското опълчение. От началото на войната през октомври 1912 година служи в Първата отделна партизанска рота, четата на Ичко Димитров, която действа в Гевгелийско. През март 1913 година се присъединява към новоформираната Четиринадесета воденска дружина и се бие при Одрин. След войната се връща в Македония и продължава да действа като четник. По време на Първата световна война е част от Шести пехотен маедонски полк и участва в битката при Криволак.
През 1919 година е заловен в Струмица, тогава предадена на Кралството на сърби, хървати и словенци, като е осъден на 20 години строг тъмничен затвор в окови. Лежи в Лепоглава, днес в Хърватия. След като е освободен, завръща се в родния си край, където през 1941 година дочаква българското управление в Македония. Цеко Стефанов Попиванов го намира като земеделец в Гевгелийско, бездомен и неженен, и научава за живота му, който записва в статия, публикувана през юли 1942 година в пловдивския вестник „Воля“.

## Мисли
| „ | Човѣкъ, посвѣтилъ се на народа нѣма време да живѣе личенъ животъ. | “ |

| „ | Ехъ, земицата тази наша, — плодородна е, а?... Само рѫце повече да има!... | “ |